# Akebu
L'akebu (o kebu, o Gakagba, o Kegberike, etc.) és una llengua kwa oriental que parlen els akebus que viuen a la regió dels Altiplans de Togo. Hi ha entre 70.300 (2012) i 71.000 akebus. El seu codi 639-3 és keu i el seu codi al glottolog és akeb1238.

## Família lingüística
L'akebu, juntament amb l'animere formen un subgrup de les llengües kwa orientals. Segons el glottolog, aquest subgrup formen part del grup de les llengües Ka-Togo juntament amb les llengües Avatime-Nyango i les llengües kposo-Ahlo-Bowili: Les llengües Ka-Togo són un grup de les llengües kwa.

## Situació geogràfica i pobles veïns
El territori akebu està situat a les prefectures d'Akébou i de Wawa, a prop de la frontera amb Ghana, a la regió dels Altiplans de Togo. Els seus poblats principals són Kougnohou, Djon, Kamina, Seregbene i Yala.
Segons el mapa lingüístic de Togo de l'ethnologue, el territori Akebu està situat a l'oest de Togo, a la frontera amb Ghana. A part de fer frontera amb aquest estat, té com a veïns els delo al nord, els kabiyès, els nawdms, els lama i els tems al nord i a l'est; i als kabiyès, tems i akpossos al sud.

## Sociolingüística, estatus i ús de la llengua
L'akebu és una llengua desenvolupada (EGIDS 5): és utilitzada per persones de totes les edats i generacions en tots els dominis, excepte el governamental, està estandarditzada i té literatura, tot i que la seva situació no és totalment sostenible. S'utilitza en l'educació primària des del 2011 i gaudeix d'actituds positives. Té programes de ràdio i fragments de la bíblia traduïts. Els akebus també parlen francès, ewe i gen. L'akebu s'escriu en alfabet llatí.